# Connarus thonningii
Connarus thonningii là một loài thực vật có hoa trong họ Connaraceae. Loài này được (DC.) Schellenb. mô tả khoa học đầu tiên năm 1915.